# Компактна зоря
Компактна зоря (англ. compact star, compact object) — білий карлик, нейтронна зоря, чорна діра або інші (гіпотетичні) зорі (такі як кваркова зоря). Більшість компактних зір є кінцевою ланкою еволюції зір і їх називають залишками зір (англ. stellar remnants); форма залишку в першу чергу залежить від маси зорі. Всі ці об'єкти малі для своїх мас. Термін компактна зоря вживають, коли точна природа зорі невідома, але свідчення говорять про її масивність і малий радіус, що має на увазі один з перелічених вище варіантів.

## Білі карлики
Зірки, названі білими карликами, в основному складаються з виродженої матерії; як правило, ядер вуглецю та кисню в морі вироджених електронів. Білі карлики виникають із зірок головної послідовності, тому температура їх утворення дуже велика. Під час вистигання вони тьмяніють та червоніють, допоки не стають чорними карликами.
Рівняння стану для виродженої речовини можна назвати "м'яким", тобто додавання більшої маси призведе до зменшення об'єкта. При додаванні маси до білого карлика, об'єкт стискається, і центральна густина стає ще вищою та з більшими енергіями вироджених електронів. Радіус зірки скорочується до декількох тисяч кілометрів, а маса наближується до верхньої межі маси білого карлика, межі Чандрасекара, приблизно в 1,4 раза більше маси Сонця.
Якби ми взяли речовину з центру білого карлика й почали повільно його стискати, то спочатку електрони почнуть об'єднуватись з ядрами, перетворюючи свої протони в нейтрони шляхом оберненого бета-розпаду. Наступний етап — зміщення рівноваги в сторону важких більш нейтронно-багатих ядер, котрі є нестабільними при нормальних густинах. В міру збільшення густини ці ядра стають більш масштабними і менш зв'язаними. При критичній густині (порядку 4 ⋅1014 кг/м3), атомне ядро розпадається на протони та нейтрони. В кінцевому результаті ми б дійшли точки, де матерія має густину порядку атомного ядра (в межах 2 ⋅1017 кг/м3). На цей час, мова йде в основному про вільні нейтрони з невеликою кількістю протонів та електронів.

## Нейтронні зорі
В деяких подвійних системах з білим карликом, маса переноситься від зорі-компаньйона на білий карлик, в результаті чого вона перевищує межу Чандрасекара. Електрони реагують з протонами утворюючи нейтрони і, таким чином, більше не забезпечують необхідний тиск, щоб протистояти гравітації, викликаючи  колапс зорі. Якщо центр зорі складається в основному з вуглецю та кисню, то такий гравітаційний колапс викличе нестримне злиття вуглецю та кисню, в результаті чого наднова зоря типу Ia повністю розлетиться, позбувшись частини маси, перед тим як колапс стане незворотним. Якщо центр зорі складається з магнію або важчих елементів, коли колапс продовжиться. При подальшій зміні густини, електрони що залишились реагують з протонами з утворенням великої кількості нейтронів. колапс продовжується до тих пір, поки нейтрони не стануть виродженими. Нова рівновага можлива після того, як зоря стиснеться на три порядки до радіуса від 10 до 20 км. Це нейтронна зоря.

## Чорні діри
В міру накопичення більшої  маси, рівновага програє гравітаційному колапсу та доходить до своєї межі. Тиску зорі не вистачає, щоб урівноважити гравітацію, і катастрофічний гравітаційний колапс відбувається за мілісекунди. Швидкість, котра потрібна для втечі з такого об'єкта уже досягає 1/3 швидкості світла і швидко доходить до швидкості світла. Ні енергія, ні матерія не можуть покинути цю область: утворюється чорна діра. Все світло буде захоплене в межах горизонту подій, тому чорна діра дійсно виглядає чорною, за  винятком можливості випромінювання Хокінга. Передбачається, що колапс буде продовжуватись.

## Компактні зорі як кінцева ланка еволюції зір
Компактні зорі є кінцевою ланкою еволюції зір. Зоря світить, отже, витрачає енергію. Втрати на випромінювання з поверхні компенсуються ядерним синтезом всередині зорі. Коли зоря вичерпує можливі джерела ядерного синтезу, тиск внутрішніх газів не в змозі підтримувати гідростатичну рівновагу і зоря ущільнюється до компактнішого стану. Речовина компактної зорі, що не є чорною дірою, зазвичай перебуває у виродженому стані.